# Železniční trať Svoboda nad Úpou – Pec pod Sněžkou
Železniční trať Svoboda nad Úpou – Pec pod Sněžkou je uvažovaná železniční trať, která by měla vést pod Krkonošemi přes turistická centra a pomoci tak horám od automobilové dopravy.
Záměry na prodloužení železnice ze Svobody nad Úpou mají dlouhou historii. Nejnovější návrh je studie Úpa Expres 2020 z roku 2009. Trať by měla ze stávající železniční stanice ve Svobodě nad Úpou vést přes Horní Maršov, Velkou Úpu do Pece pod Sněžkou. V další fázi se pak uvažuje o prodloužení až do polského Karpacze. Uvažovaná odbočka by mohla také spojit Pec pod Sněžkou se Špindlerovým Mlýnem.

## Historie
První myšlenky na výstavbu dráhy, která by spojovala Svobodu nad Úpou s Maršovem, se objevily již v roce 1868. Tehdy obdržel továrník z Heřmanových Sejfů Oktavian Hofman se společníky povolení k přípravě stavby koněspřežné dráhy z Poříčí u Trutnova do Maršova. Motivací tehdy nebyl turismus, ale rozvoj průmyslu, pro nějž představovala dráha klíčovou infrastrukturu.
V následujících desetiletích prudkého rozvoje železniční dopravy se objevil velký počet návrhů na prodloužení trati. Většina těchto soukromých projektů však skončila ve stadiu povolení nebo přípravných prací. V roce 1884, kdy vlaky již pravidelně jezdily mezi Trutnovem a Svobodou, bylo vydáno povolení na projekt prodloužení normální dráhy ze Svobody do Temného Dolu. V dubnu 1885 získal požehnání první návrh na trať do Pece pod Sněžkou (s případným prodloužením až na Sněžku) pražského důlního podnikatele Victora Nobacka. S podobným plánem přišel vídeňský bankéř Julius Modern, který navrhoval normálněrozchodnou parní tramvaj ze Svobodu do Temného Dolu, odkud by na vrchol Sněžky byla vybudována ozubnicová dráha. Tyto vize nebyly nereálné, podobných ozubnicových tratí na vrcholky hor bylo v tehdejším Rakousku-Uhersku vybudováno několik. 
Roku 1893 představila vídeňská firma Kremenezky, Mayer a spol. projekt elektrické dráhy ze Svobody do Janských Lázní. V roce 1897 byl schválen návrh na úzkorozchodnou trať do Temného Dolu s odbočkami na Janské Lázně, k Mohornovu mlýnu v Dolní Malé Úpě a do Velké Úpy. Roku 1905 vznikl další plán na postavení železnice do Pece pod Sněžkou. Po roce 1907 se objevila i myšlenka úzkorozchodné dráhy tramvajového typu ze Svobody nad Úpou přes Pomezní Boudy do Kowar s odbočkou do Pece pod Sněžkou a s navazující ozubnicovou dráhou z Pomezních Bud na Sněžku. S odlišnou koncepcí přišel Vojtěch Soyka, ředitel továrny na Královských Vinohradech v Praze: Navrhl úzkokolejnou dráhou ze Žacléře přes Albeřice a Horní Maršov do Svobody a dále do Vrchlabí, s třemi elektrickými odbočkami na sever do hor.
Nejpokročilejší přípravy na výstavbu trati ze Svobody do Maršova probíhaly před první světovou válkou, šlo o iniciativu svobodského papírníka a známého propagátora Krkonoš Prospera Piette-Rivage. V roce 1911 si vyžádal Okresní výbor maršovský povolení k přípravným pracím pro stavbu této místní dráhy. Elektrická dráha ze Svobody nad Úpou do Horního Maršova měla podle plánu vést převážně po levém břehu řeky Úpy, čímž by se vyhnula zastavěným oblastem, měřit až pět kilometrů a obsahovat minimálně tři zastávky. V roce 1914 byl hotov detailní projekt od pražské firmy Köhler a Raynal, kvůli vypuknutí války nicméně ani tento záměr nebyl zrealizován. Projekt byl údajně znovu oprášen ve 20. letech, ale se smrtí hlavního iniciátora v roce 1928, a příchodem krize se vše zpomalilo a zájem úřadů ochabl s nástupem nacismu v Německu a nutností budovat pohraniční opevnění.
V roce 1944 byl vypracován projekt na železniční trať spojující Svobodu nad Úpou se slezskou stranou Krkonoš, v rámci tehdejší Velkoněmecké říše, ke níž byly české Sudety připojeny. Grandiózně pojatý projekt plánoval klasickou železniční trať s mnoha tunely a viadukty. Byly vypracovány dvě varianty projektu, první vedla přes Janské Lázně a Pec pod Sněžkou a tunelem pod Sněžkou do Horního Karpacze a do Kowar, druhá z Pece pod Sněžkou mířila tunelem do Špindlerova Mlýna, kde se na ni napojovala trať od Vrchlabí, a dále tunelem na slezskou stranu a přes Przesieku do Miłkowa, kde by se napojila na trať z Karpacze.
K obnovení plánů na prodloužení trati došlo za éry socialistického Československa. V roce 1949 byl vypracován plán trati do Pece pod Sněžkou, který je úspornější, trať v podstatě opisuje tok řeky Úpy a v maximální míře využívá stávající silnici, po jejíž trase má být vedena. Trať měla mít dvě stanice (Horní Maršov a Pec pod Sněžkou) a tři zastávky (Maršov I, Temný Důl a Velká Úpa). Oprášení nápadu v té době bylo motivováno změnou významu Krkonoš, které se staly rekreačním střediskem pracujícího lidu, jak uváděl dobový tisk. Československý svaz mládeže uvažoval o vyhlášení trati za mezinárodní stavbu mládeže. Avšak ani tentokrát se myšlenka nestala skutečností. Další projekt na prodloužení trati ze Svobody nad Úpou vznikl v 80. letech 20. století.

## Úpa Expres 2020
Znovu byl tento návrh na prodloužení železnice oprášen až v roce 2009. Projekt nazvaný Úpa Expres 2020 a přezdívaný Krkonošské metro měl spojit Trutnov s Pecí pod Sněžkou a přinést železnici až k tamním lyžařským vlekům. V plánu je jednokolejná elektrifikovaná trať s deseti zastávkami, měla by denně obsloužit až 2000 pasažérů. Návrh podpořili představitelé Krkonošského národního parku, protože železniční doprava představuje menší zátěž pro životní prostředí než silniční doprava.
Autorem studie je Ivan Šír. Jednotlivé zastávky navrhovali kupř. Markéta Cajthamlová (Maršov I), Jakub Cigler (Horní Maršov) či Roman Koucký (Pec pod Sněžkou).
Navrhovaná trať má sedm tunelů a devět mostů, mezi Horním Maršovem a Pecí je kvůli ochraně přírodního dědictví z velké části vedena pod terénem, vynořovala by se pouze na místech zastávek, ale některé zastávky jsou projektovány do podzemí jako zastávky metra. Konečná zastávka Javor u sjezdovek byla dimenzována pro větší množství lidí se 100 metrů dlouhou nástupní hranou pro rychlíkové vlaky. Celkové náklady na projekt byly odhadovány na 12 miliard korun. Původní studie uvažovala o realizaci v letech 2015–2019 a cílovým rokem zprovoznění 2020. Trasa železniční trati byla zanesena do územních plánů Pece pod Sněžkou i Horního Maršova. I po několika letech od vzniku studie se ale příprava nepohnula dopředu.
I nadále je ale plán na zbudování trati příležitostně zmiňován. V roce 2020 byly úvahy oživeny v souvislosti s návrhem z polské strany na vybudování tunelu spojujícího Karpacz a Pec pod Sněžkou. Téhož roku byl v rámci diplomové práce rozpracován návrh železniční zastávky v Peci pod Sněžkou. V dokumentu Plán dopravní obslužnosti Královéhradeckého kraje 2022–2026 se uvádí novostavba trati Svoboda nad Úpou – Pec pod Sněžkou v rámci výhledových rozvojových záměrů po roce 2030, přičemž za ideální dopravní koncept považuje vedení vlaků z Prahy do Pece pod Sněžkou s využitím plánované vysokorychlostní trati Praha – Vratislav pro vedení vlaků v úseku Praha – Trutnov a vedení mezinárodních vlaků z Polska. Návrh tunelu na polskou stranu byl znovu zmíněn představiteli dolnoslezské samosprávy v roce 2025 po znovuzavedení pravidelné dopravy na trati do Karpacze.

### Zastávky
Projekt Úpa Expres 2020 počítá s následujícími zastávkami na trase ze Svobody nad Úpou do Pece pod Sněžkou.
- Svoboda nad Úpou
- Maršov 1
- Maršov 2
- Maršov 3
- Horní Maršov
- Temný důl
- Hlušiny
- Velká Úpa
- Wimmerova
- Pec pod Sněžkou
- Javor (sjezdovka v Peci pod Sněžkou)